# Poenomia orizabensis
Poenomia orizabensis là một loài bướm đêm trong họ Noctuidae.